# 上盐山
上盐山（德語：Obersalzberg）是位於德國巴伐利亞貝希特斯加登的山坡度假地。它位於慕尼黑東南約120公里處，靠近奧地利邊境，以阿道夫·希特勒的故居貝格霍夫和在山頂的鷹巢而聞名。除了仍然存在並現在作為餐廳和旅遊景點的鷹巢外，所有的納粹建築都在1950年代被拆除，但相關地區目前由上盐山文獻中心管理，該中心於1999年對公眾開放。

## 外部連結

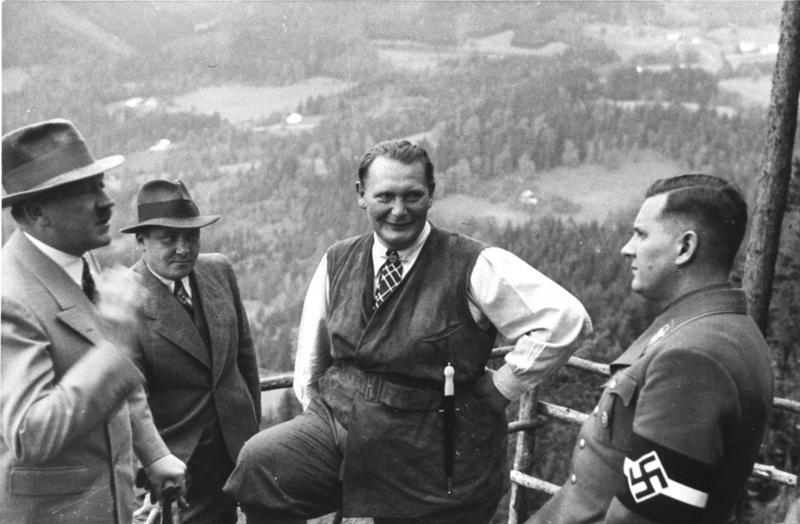
希特勒、戈林、鮑曼和巴爾杜爾·馮·席拉赫在上盐山

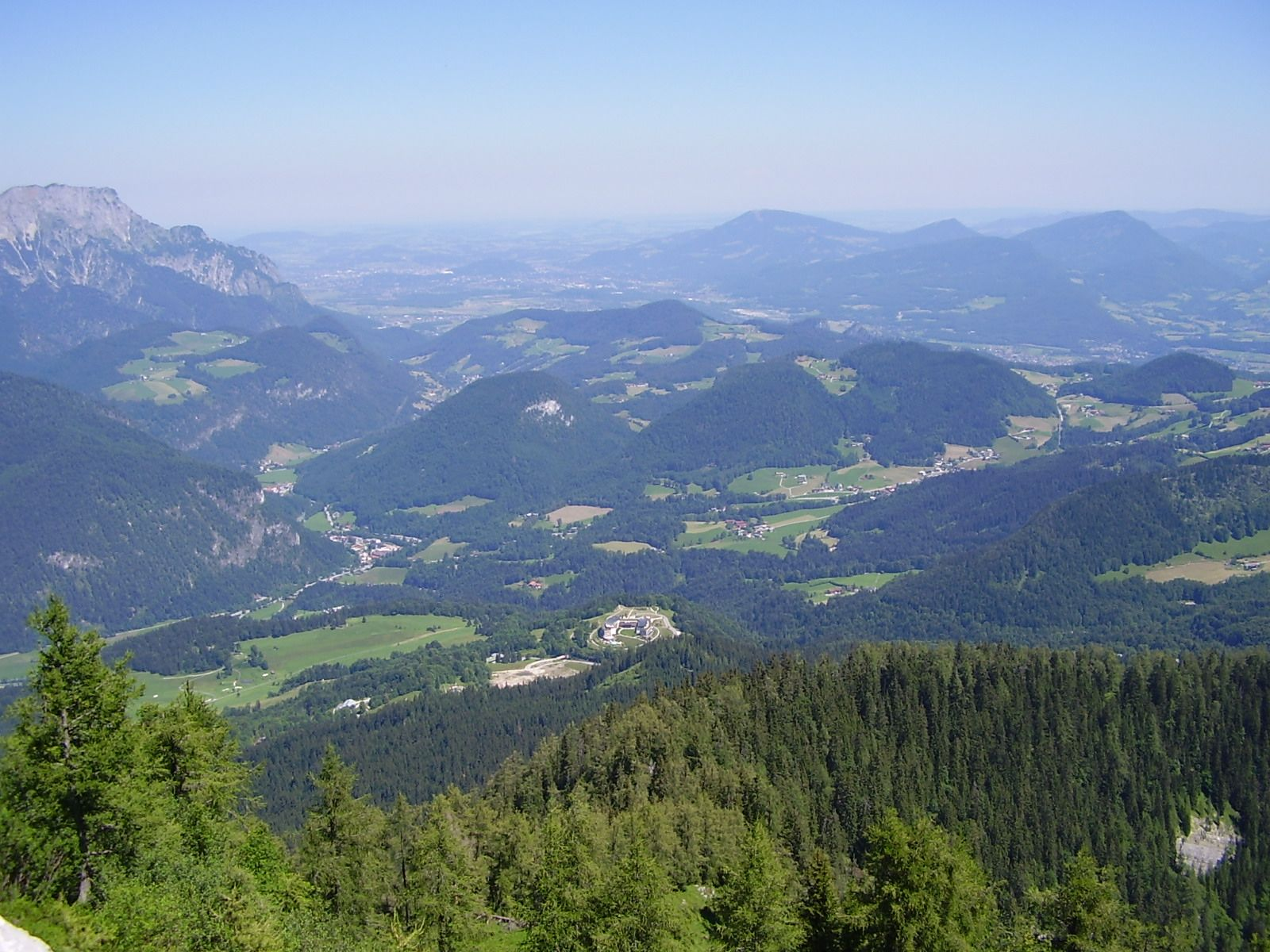
上盐山風景

- Detailed pictorial history of the Obersalzberg in the Third Reich (self-published source) （页面存档备份，存于）
- Pictures of the area taken in October, 2006 （页面存档备份，存于）
- Dokumentationszentrum Obersalzberg （页面存档备份，存于） （德語）
- Obersalzberg and Kehlsteinhaus Pictures (self-published source) （页面存档备份，存于）

47°37′52″N 13°3′21″E / 47.63111°N 13.05583°E